# (2691) Sérsic
(2691) Sérsic és un asteroide doble molt petit del cinturó d'asteroides, descobert el 18 de maig de 1974 per astrònoms de l'Observatori Félix Aguilar, a la província de San Juan (Argentina).
El seu nom és en honor de l'astrònom argentí José Luis Sérsic (1933 - 1993).
El seu satèl·lit va ser descobert per un examen de la seva corba de llum al juny i juliol de 2011 d'un observatori obsessió Ondřejov (República Txeca), i va anunciar el 16 de juliol de 2011. Orbita a uns 12 km del cos central amb un període orbital de 1.117 (± 0.0004) dies.